# Mioveni
Mioveni est une ville située au sud de la Roumanie, dans le județ d'Argeș.

## Histoire
L’histoire de Mioveni remonte à plus de 500 ans ; la première mention documentaire date de 1485. Son nom vient d'un prince local, Mihu (Mihov slave) Mihoveni (Mioveni), faisant directement référence aux habitants de cette formation sociale.
Les fouilles archéologiques sur les principaux sites historiques de la ville de Mioveni font attestent d’une présence humaine dès l'âge du bronze et ont permis de remonter à la surface des outils de pierre polie ainsi que des poteries.
Jusqu'en 1989, la ville actuelle Mioveni faisait partie de la commune Colibași, une commune suburbaine de Piteşti. Le 19 avril 1989, par décret présidentiel, cette municipalité est devenue la ville de Colibasi. Depuis 1996, à la suite de mesures prises par le gouvernement et le Parlement de la Roumanie, par les autorités locales, la ville de Colibași reprend son ancien nom de Mioveni, acte de réparation morale, si l'on considère que les zones urbanisées actuelles se trouvent sur le site de l'ancien village, entièrement démoli pour faire place à de nouvelles constructions.
La structure administrative et territoriale de Mioveni comprend cinq districts : Mioveni, Racovița, Colibași, Făget et Clucereasa.

## Économie
On trouve dans la ville le siège de l'entreprise automobile roumaine Dacia appartenant au groupe Renault. Dans la ville se trouve également l'institut de recherche nucléaire (ICN).

## Vie internationale

### Coopération
- Landerneau (France) depuis 1989.

## Sport
La ville accueille un club de football professionnel, le club Sportiv Mioveni qui évolue en liga I, première division roumaine. Le stade du club est le Orășenesc.